# Joc de rol de acțiune
Un joc de rol de acțiune (RPG de acțiune, în engleză action role-playing game) este un subgen de jocuri video care combină elemente de bază atât din jocul de acțiune, cât și din cel de rol. 
Jocurile pun accentul pe lupta în timp real în care jucătorul are control direct asupra personajelor, spre deosebire de luptă pe ture sau pe meniu, concentrându-se totodată pe statisticile personajului pentru a determina puterea și abilitățile relative. Aceste jocuri folosesc adesea sisteme de luptă pentru jocuri de acțiune similare cu jocurile de tip hack and slash sau shooter. Jocurile de rol de acțiune pot include, de asemenea, jocuri de acțiune și aventură, care includ un sistem de misiuni și mecanisme de joc de rol sau MMORPG-uri cu sisteme de luptă în timp real.

## Primele jocuri
Allgame a enumerat următoarele jocuri lansate înainte de 1984 ca RPG-uri de acțiune: Temple of Apshai (1979) și continuarea Gateway to Apshai (1983), Beneath the Pyramids pentru Apple II (1980), Bokosuka Wars (1983) și Sword of Fargoal (1983). Jeremy Parish de la USgamer a considerat că Adventure (1980) este un joc de rol de acțiune. Bill Loguidice și Matt Barton au considerat că jocurile Intellivision Advanced Dungeons & Dragons (1982) și Treasure of Tarmin (1983) sunt jocuri de rol de acțiune.